# Maria Walewska

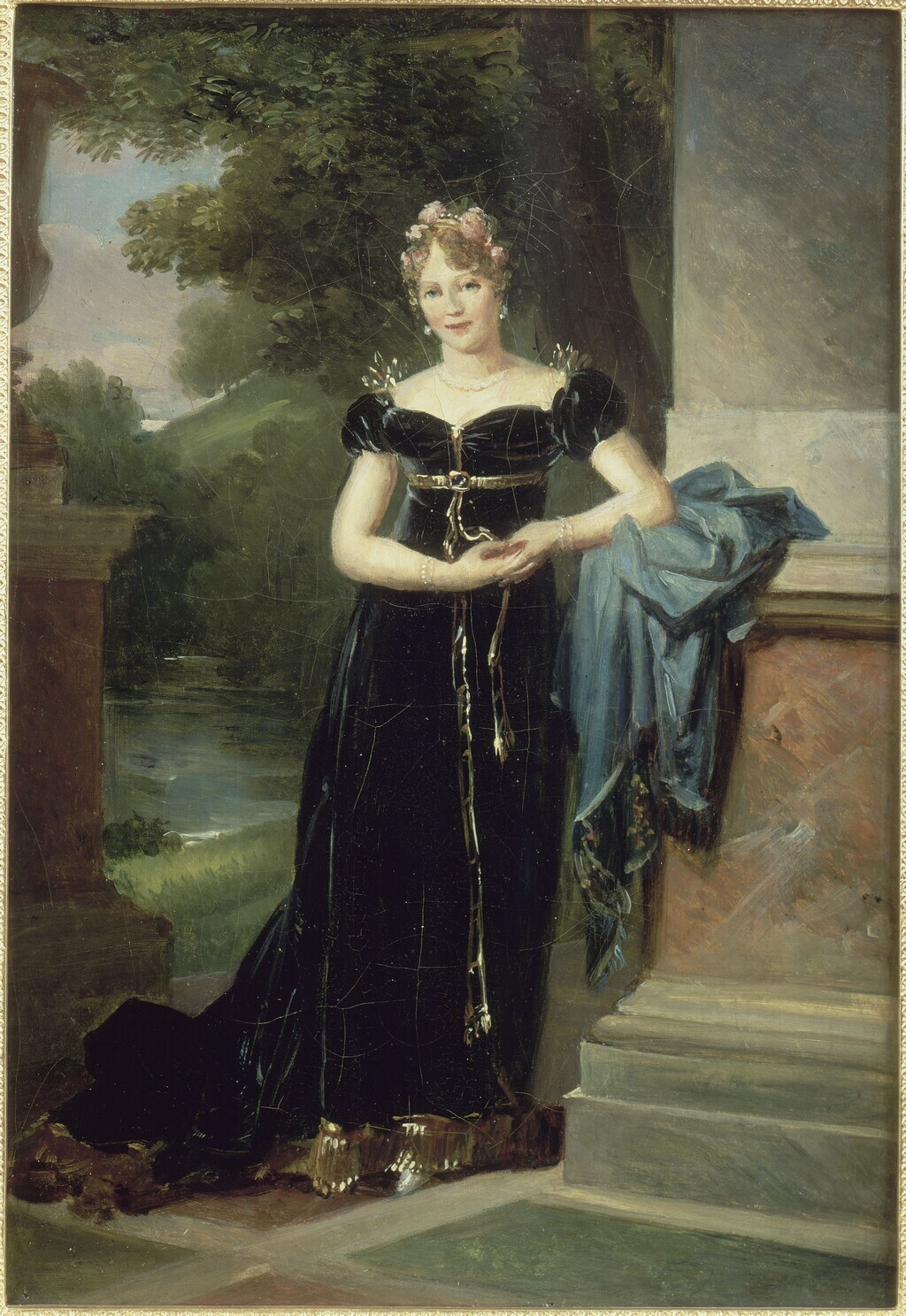
Maria Walewska

Maria Walewska, z domu Łączyńska, później hrabina d’Ornano (ur. 7 grudnia 1786 w Brodnem, zm. 11 grudnia 1817 w Paryżu) – polska szlachcianka, metresa cesarza Napoleona Bonaparte.

## Życiorys
Maria Łączyńska urodziła się w pałacu w Kiernozi. Była córką Macieja (wzgl. Mateusza) Łączyńskiego herbu Nałęcz (dziedzic Kiernozi, urzędnik ziemski, zm. przed 1797) i Ewy Zaborowskiej.
Jej rodzeństwem byli: Anastazja (1788–1864, żona 1. Michała Lasockiego, 2. Radwana, 3. gen. Stanisława Rychłowskiego; dziedziczka Milanówka), Benedykt, Teodor (ur. 1785) oraz prawdopodobnie też Ignacy (pułkownik jazdy, dziedzic Kiernozi). Guwernerem rodzeństwa przez sześć lat (ok. 1795–1801) był Mikołaj Chopin – ojciec Fryderyka Chopina.

### Pierwsze małżeństwo
Pod koniec 1804 wzięła ślub z szambelanem Anastazym Walewskim z Walewic. 13 czerwca 1805, po powrocie z podróży poślubnej do Włoch, urodziła syna – Antoniego Bazylego Rudolfa. Nie jest zbyt prawdopodobne, aby zniedołężniały, blisko pół wieku starszy od Marii szambelan był biologicznym ojcem tego dziecka, urodzonego niespełna 6 miesięcy po ich ślubie; małżeństwo to zatem miało może na celu ratowanie honoru panny Łączyńskiej. Ojcostwo przypisywano niejakiemu Arkadijowi Suworowowi, domniemanemu ciotecznemu wnukowi feldmarszałka rosyjskiego, odrzuconemu przez rodzinę Marii Łączyńskiej ze względów „patriotycznych”. Niemniej syn został uznany przez szambelana Anastazego i uważany był w późniejszych latach za podobnego do ojca.

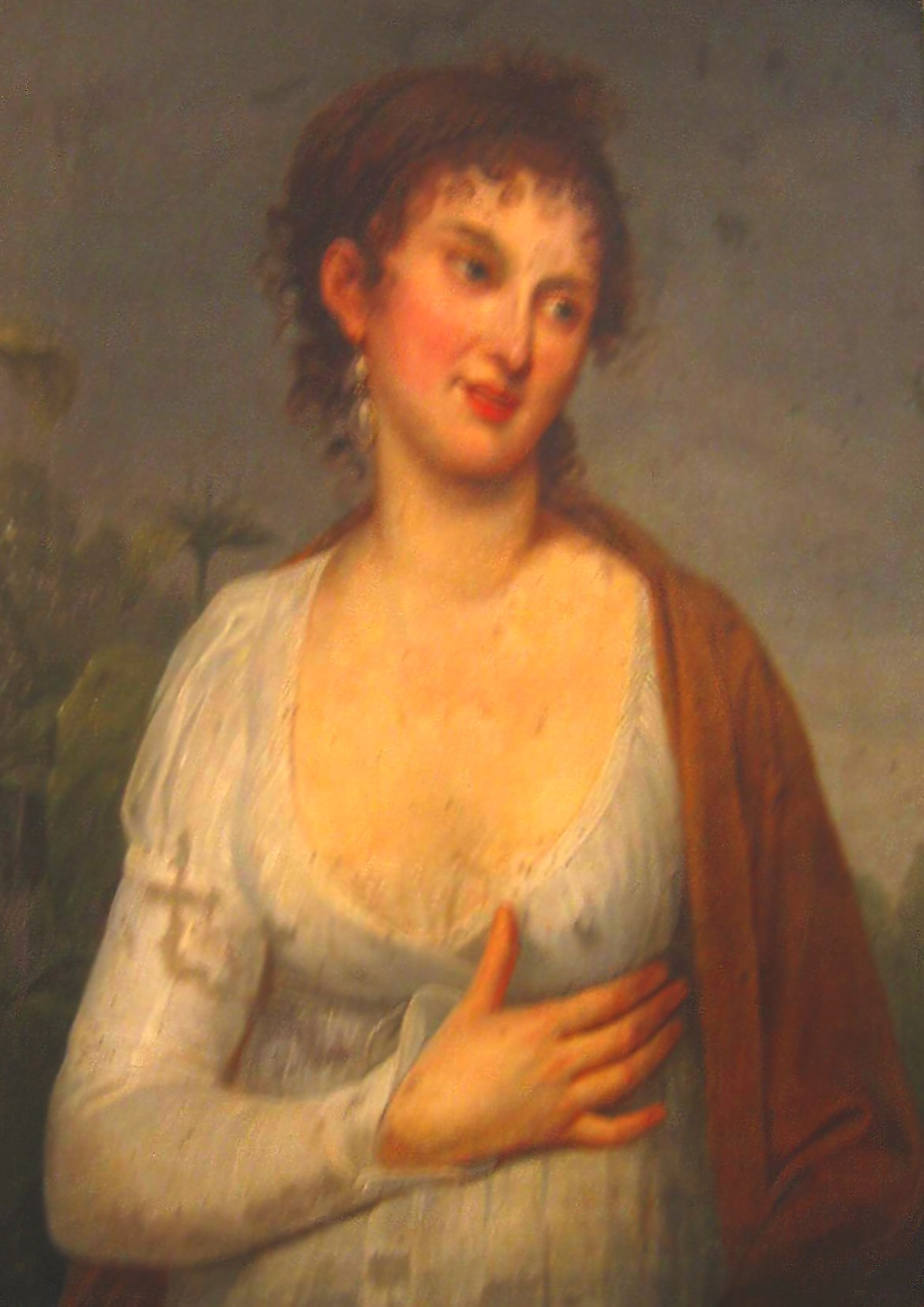
Anonimowy portret Marii Walewskiej

### Kochanka Napoleona
W styczniu 1807 Maria Walewska spotkała się z cesarzem Napoleonem, oficjalnie po raz pierwszy widząc go podczas balu w warszawskim Zamku Królewskim, choć inni twierdzą, iż odbyło się to w pałacu Michała Poniatowskiego w Jabłonnie. Wkrótce potem, w wyniku awansów, prezentów i liścików cesarza, została jego oficjalną metresą; sprowadził ją na trzy tygodnie m.in. do swej kwatery w pałacu w Finckenstein (dziś Kamieniec) w Prusach Wschodnich, gdzie stacjonował po wznowieniu działań wojennych. W lipcu Napoleon podpisał z Rosją i Prusami traktaty pokojowe w Tylży i wyjechał do Paryża; nie jest pewne, czy zabrał Marię Walewską ze sobą.
W 1809, po zwycięstwie cesarza nad V koalicją antynapoleońską, Maria Walewska mieszkała przez kilka miesięcy w pobliżu rezydującego, po zajęciu Wiednia, w pałacu Schönbrunn Napoleona. W tym czasie zaszła z nim w ciążę; powróciła do Walewic, gdzie 4 maja 1810 urodziła Aleksandra Floriana Józefa. Napoleon właśnie dzięki Marii przekonał się, że przyczyną braku potomka z jego małżonką Józefiną nie jest on sam. Wkrótce wziął z nią rozwód, motywowany względami dynastycznymi, po czym poślubił Marię Ludwikę, córkę cesarza Austrii (Franciszka II Habsburga), która dała mu legalnego potomka w marcu 1811.

### Opieka cesarza Francuzów
Napoleon jednak otoczył dyskretną opieką tak Marię, jak i obu jej synów, obdarowując Walewską pałacykiem w Paryżu, gdzie zamieszkała z nimi jeszcze w 1810. Wkrótce nadał Aleksandrowi tytuł hrabiego oraz przynoszące zysk posiadłości ziemskie, co uniezależniło finansowo na przyszłość Aleksandra i jego matkę. Tak zabezpieczona Maria złożyła w Warszawie wniosek o unieważnienie małżeństwa z Anastazym Walewskim, jakoby zawartego pod przymusem jej matki i brata Benedykta. W sierpniu 1812 uzyskała rozwód (Anastazy zmarł w 1815), a po kilku miesiącach – po klęsce Napoleona w kampanii rosyjskiej – pojechała do Paryża.
We wrześniu 1814, po abdykacji Napoleona, odwiedziła go wraz z synem i bratem Teodorem na wyspie Elbie, a ostatni raz spotkała się z nim w 1815, w ciągu 100 dni pomiędzy jego ucieczką z Elby a zesłaniem na św. Helenę.

### Romans z Filipem-Antonim d’Ornano
W tych latach nawiązała romans z kuzynem Napoleona, hrabią i marszałkiem Francji, Filipem-Antonim d’Ornano, z którym zawarła ślub 7 września 1816 w Brukseli (dopiero po śmierci Anastazego – miała z nim rozwód cywilny, ale nie kościelne uznanie małżeństwa za nieważne). Zamieszkali razem w Liège, a 9 czerwca 1817 Maria urodziła Rudolfa Augusta, swego trzeciego syna. Wkrótce jednak, ciężko chora na kamicę nerkową i osłabiona przez karmienie dziecka piersią (co jej zarzucał w swych wspomnieniach, jako nieostrożność, Aleksander), zmarła 11 grudnia 1817.
Serce Marii Walewskiej secundo voto Ornano znajduje się w grobowcu rodzinnym Ornano, obok prochów jej zmarłego w 1863 małżonka, na cmentarzu Père Lachaise w Paryżu, natomiast ciało przewieziono w 1818 do Kiernozi, gdzie 27 września pochowano je w tamtejszym kościele parafialnym pw. św. Małgorzaty.

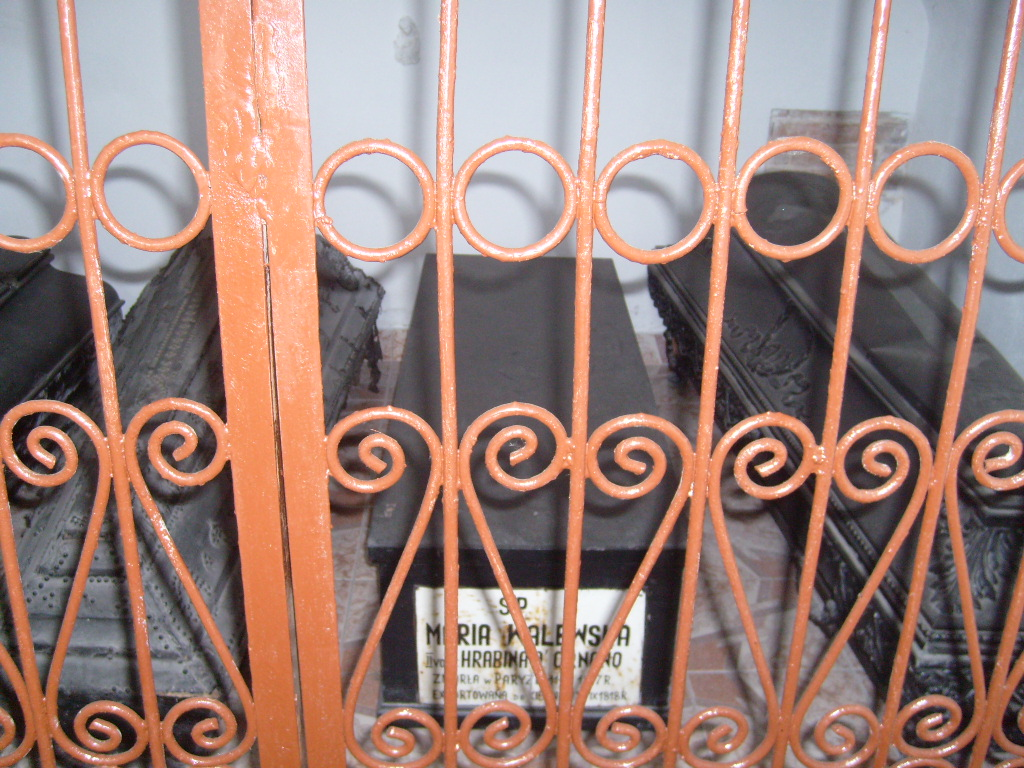
Trumna Marii Walewskiej w krypcie kościoła w Kiernozi

## Potomkowie Marii Walewskiej
Potomkowie jej drugiego syna Aleksandra z jego romansu z aktorką Rachel Felix żyją do dziś. Nadal też istnieją hrabiowie d’Ornano, potomkowie trzeciego syna Marii Rudolfa Augusta. Prawnuk Marii Antoine Philippe Rodolphe d’Ornano opublikował na początku lat 50. XX w. szereg prac o Walewskiej i Aleksandrze, wykorzystując rzekomo istniejące dokumenty rodzinne, m.in. dziennik Marii, czym wywołał długoletnie spory wśród historyków francuskich. Jego brat Guillaume, w latach międzywojennych attaché francuski w Warszawie, ożenił się z Polką, Elżbietą Michalską z Mełgwi-Podzamcza. Syn tej pary, praprawnuk Marii, Michel d’Ornano, dwukrotny minister kultury i środowiska V Republiki Francuskiej, po przejęciu gazety Rzeczpospolita przez francuską grupę Hersanta (ok. 1989) był wydawcą tego pisma. Hrabiowie d’Ornano są właścicielami fabryki perfum Sisley SA, którą dziś kieruje wraz z synem Filipem Izabela d’Ornano z hr. Potockich (ur. 1937), małżonka Huberta, brata Michała.

## Nawiązania w sztuce i upamiętnienia
Romans Napoleona z Marią Walewską stał się wątkiem wielu filmów, m.in. Pani Walewska nakręconego przez amerykańską wytwórnię filmową Metro-Goldwyn-Mayer w 1937 (z Gretą Garbo w roli Marii), który na podstawie powieści Wacława Gąsiorowskiego wyreżyserował Clarence Brown,  czy miniserialu Napoléon z 2002  roku (w roli tytułowej Christian Clavier), w którym w jej rolę wcieliła się Alexandra Maria Lara. Do tej historii nawiązuje także polski film Marysia i Napoleon (1966) w reżyserii Leonarda Buczkowskiego, z Beatą Tyszkiewicz i Gustawem Holoubkiem w rolach tytułowych. W 2015 Editions Spotkania opublikowało książkę Huberta d’Ornano – Od Marii Walewskiej do Sisleya. Piękno bez granic.
W Ajaccio na Korsyce, mieście urodzenia Napoleona, imię Marii Walewskiej nadano ulicy – „rue Comtesse Maria Walewska”. Ulica jej imienia istnieje ponadto w Warszawie, w dzielnicy Praga-Południe.